# Gazeta Lwowska (1810–1939)
Gazeta Lwowska — польський щоденник, що виходив у 1810—1939 роках у Львові.
Виходив у Львові під час австрійського поділу (був офіційним органом влади) [2], а з 1918 р. — у Другій Речі Посполитій.
У 1810—1918 роках «Gazeta Lwowska» була друкованим органом влади Австрійської Польщі і спочатку обмежувалася публікацією офіційних повідомлень, але з 1873 року, коли головним редактором став Владислав Лозинський (його попередник був Адольф Рудинський), публікував національні новини та іноземні, а також колонки, а з наступного року видавав постійний щомісячний додаток «Przewodnik Naukowy i Literacki» з питань літератури, історії, географії, етнографії та економіки. З «Gazeta Lwowska» співпрацювали Адам Креховецький, Людвік Кубаля, брати Валерій і Владислав Лозинський, Кароль Шайноха, Юзеф Шуйський, Альфред Висоцький, Станіслав Захаріасевич та інші.
Після початку Першої світової війни у вересні 1914 р., у зв'язку з наступом російської армії та окупацією Львова, редакція «Gazeta Lwowska» на короткий час (до червня 1915 р.) переїхала до Нового Сонча.
Після відновлення Польщею незалежності часопис виходив протягом усього періоду ІІ Республіки Посполитої, з 1918 по 1939 рік. Редакція журналу містилася на тодішній вулиці Юзефа Бартоломея Зиморовича, 15, на першому поверсі будинку (тепер вул. Джохара Дудаєва).
З 1 березня 1934 р. до 9 серпня 1939 р. Александер Варенський був орендарем і головним редактором «Gazeta Lwowska».
Щоденник виходив «кожного буднього дня вдень». До 31 серпня 1939 р. щоденник мав чотири сторінки, а ціна видання газети становила 10 грошів. До того часу видавцем було Польське телеграфне агентство, друком займалася друкарня «Słowa Polskiego», а редактором був Едвард Козловський. Останнє число вийшло 12 вересня 1939 року.

## Інтернет-ресурси
- Wydania archiwalne «Gazety Lwowskiej» z lat 1811—1939 zdigitalizowane na stronie Jagiellońskiej Biblioteki Cyfrowej
- Wydania archiwalne 1811—1848